# Glushkovo (Kursk)
Glushkovo (en ruso: Глушко́во) es un asentamiento de tipo urbano de Rusia perteneciente al óblast de Kursk. Situado en el suroeste del país, es centro del raión homónimo.

## Toponimia
Otros nombres de importancia local son Jlushkove (en ucraniano: Глушкове, romanizado: Hlushkove).

## Geografía
Glushkovo está situada a orillas del río Seim, 110 km al oeste de Kursk. La frontera con Ucrania está 10 km al sur y es parte de la región histórica de la Ucrania Libre.

## Historia
La ciudad fue fundada en 1647 y adquirió importancia económica en el siglo XVIII después de que en 1719 se inaugurara allí una fábrica de tejidos batanados como una de las primeras empresas industriales de la región. La política económica de Pedro I, encaminada al desarrollo de la industria, condujo al establecimiento en el pueblo de Glushkovo en 1719 de la empresa industrial más antigua de la gobernación de Kursk: la Manufactura de Telas de Glushkov. En el siglo XIX, el pueblo era el centro administrativo del vólost homónimo en el raión de Rylsk de la gobernación de Kursk. y el 30 de julio de 1928 se convirtió en la sede administrativa de un distrito recién creado.
Durante la Segunda Guerra Mundial, Glushkovo estuvo ocupado por la Wehrmacht alemana del 8 de octubre de 1941 al 2 de septiembre de 1943. Durante los combates en el marco de la contraofensiva del Ejército Rojo tras el fracaso de la Operación Ciudadela alemana, el asentamiento se vio gravemente afectado, por lo que la población se redujo en casi dos tercios después de la guerra.
En 1959 el lugar recibió el estatus de asentamiento de tipo urbano.
El gobernador de Kursk, Alexéi Smirnov, ordenó la evacuación de la ciudad el 14 de agosto de 2024, tras la incursión en la óblast de Kursk de las Fuerzas Armadas de Ucrania en el transcurso de la invasión rusa de Ucrania.El 16 de agosto, el ejército ucraniano destruyó un importante puente vial sobre el río Seim en la ciudad.

## Demografía
La evolución demográfica de Glushkovo entre 1897 y 2021 fue la siguiente:
| 7179                           | 7082 | 2647 | 3990 | 4953 | 6413 | 5748 | 5349 | 4785 |
| (Fuente: Population of Russia) |      |      |      |      |      |      |      |      |

## Infraestructura

### Transporte
Por Glushkovo pasa la carretera regional 38K-040, que se bifurca de la 38K-017 procedente de Kursk en Rylsk y continúa hasta el asentamiento de Tiótkino, en la frontera ucraniana. Casi 10 kilómetros al sureste se encuentra la estación de tren del mismo nombre en la línea ferroviaria Kiev-Konotop-Kursk.  